# Euloewiopsis anthracina
Euloewiopsis anthracina är en tvåvingeart som först beskrevs av Christian Rudolph Wilhelm Wiedemann 1830.  Euloewiopsis anthracina ingår i släktet Euloewiopsis och familjen parasitflugor. Inga underarter finns listade i Catalogue of Life.